# New Cambria (Kansas)
New Cambria – miasto w Stanach Zjednoczonych, w stanie Kansas, w hrabstwie Saline.